# Luděk Mikloško
Luděk Mikloško (ur. 9 grudnia 1961 roku w Ostrawie) – były czeski bramkarz.

## Kariera
Ludo Mikloško zaczynał karierę w Unionie Cheb, a w 1982 roku trafił do Banika Ostrawa. Jego talent został zauważony przez działaczy West Ham United, do którego dołączył w lutym 1990 roku za 300 tysięcy funtów. W ciągu ośmiu lat gry w klubie zaliczył 372 występy, w tym 316 w lidze. W 1991 został wybranym najlepszym zawodnikiem West Ham United. Dzięki dobremu występowi w zremisowanym 1:1 meczu z Manchesterem United pomógł Blackburn Rovers w zdobyciu swojego pierwszego od 80 lat tytułu Mistrza Anglii. W 1998 roku został wypożyczony do Queens Park Rangers, a następnie definitywnie trafił do tego klubu.
Mikloško 27 października 1982 roku zadebiutował w reprezentacji Czechosłowacji w meczu z Danią. Łącznie 40 razy wystąpił dla Czechosłowacji oraz dwukrotnie w reprezentacji Czech. W 2001 roku z powodu kontuzji zakończył karierę i dołączył w roli trenera bramkarzy do West Ham United. 18 marca 2010 roku zastąpił go na tym stanowisku Kevin Hitchcock.